# Ludwik III lubiński
Ludwik III (ur. przed 1405, zm. przed 18 czerwca 1441) – książę oławski i lubiński z dynastii Piastów.
Syn księcia lubińskiego Henryka IX i Anny, córki księcia cieszyńskiego Przemysława I Noszaka.
Po śmierci Henryka IX, między 9 stycznia 1419 a 5 kwietnia 1420, Ludwik III wspólnie z bratem Wacławem rządził w Oławie i Niemczy. Po jego śmierci w 1423 objął rządy samodzielne. W 1431 po śmierci brata Ruperta II odziedziczył Lubin i Chojnów.
Jego żoną przed 15 października 1426 została Małgorzata opolska, córka Bolka IV opolskiego, z którą miał dwóch synów:
- Jana I (zap. ok. 1425–1453)
- Henryka X (po 1425–1452)